# 45 Leonis
45 Leonis, eller CX Leonis, är en roterande variabel av Alfa2 Canum Venaticorum-typ (ACV) i stjärnbilden Lejonet.
45 Leonis varierar mellan visuell magnitud +6,01 och 6,03 med en period av 3,0525 dygn. Den befinner sig på ett avstånd av ungefär 420 ljusår.